# 哈米莱纳
哈米莱纳，是西班牙安达卢西亚自治区哈恩省的一个市镇。总面积9平方公里，总人口3369人（2001年），人口密度374人/平方公里。